# Paynes Prairie
Pour les articles homonymes, voir Payne.
Paynes Prairie, parfois Payne's Prairie, est un parc d'État de Floride, couvrant quelque 85 km2 de savane au sud de Gainesville. Il est classé zone naturelle nationale (National Natural Landmark) et est également traversé par l'Interstate 75 et l'U.S. Route 441.

## Histoire
Les Espagnols avaient des fermes d'élevage (ranchs) dans la région jusqu'au XVIIe siècle. L'un des ranchs le plus connu était appelé « Rancho de la Chua ». La région prit ensuite le nom d' « Alachua Prairie ». Un groupe d'Amérindiens Séminoles, mené par le chef Ahaya (parfois nommé Cowkeeper), s'installa dans ce qui est aujourd'hui le comté d'Alachua, en 1784, Son fils King Payne qui lui avait succédé, fut tué lors d'une attaque de la milice de Géorgie en 1812. La prairie lui doit son nom actuel.
En 1871, de fortes pluies inondèrent la prairie qui, vers 1873, devint même navigable pour des bateaux à vapeur, transportant passagers, bois et autres marchandises, sur ce qu'on nommait alors le lac Alachua. En 1891, l'Alachua sink, qui draine la prairie, fut dragué et débouché, permettant l'assèchement de la prairie. En 1903, William Camp renoua avec la tradition de l'élevage sur la prairie.

## Faune et flore
Le parc possède toujours des zones marécageuses. On y trouve d'ailleurs le lac Wauberg. Ce milieu naturel humide abrite de nombreux alligators. On y trouve également des chevaux sauvages, des bisons (réintroduits) et plus de 270 espèces d'oiseaux.

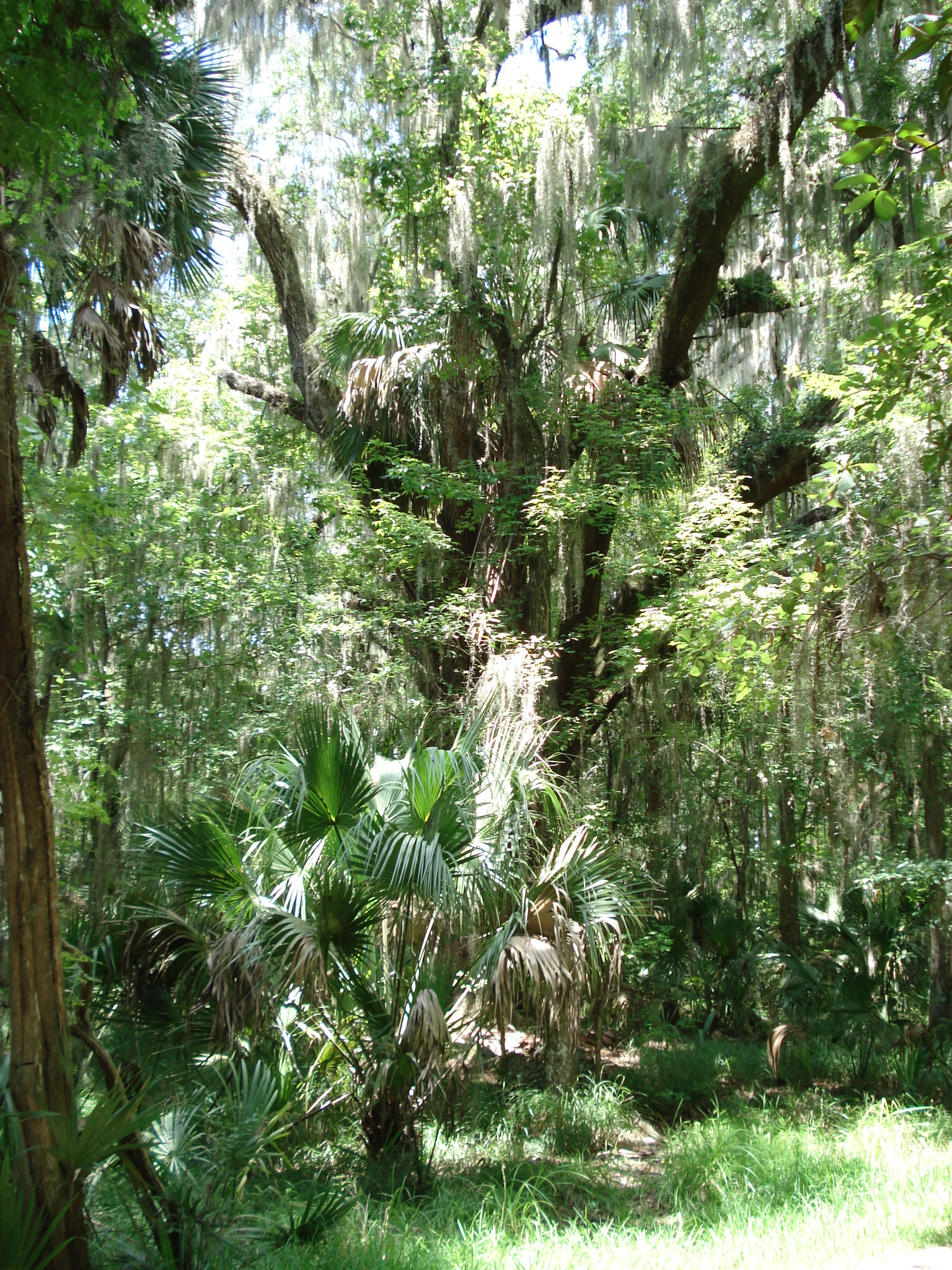
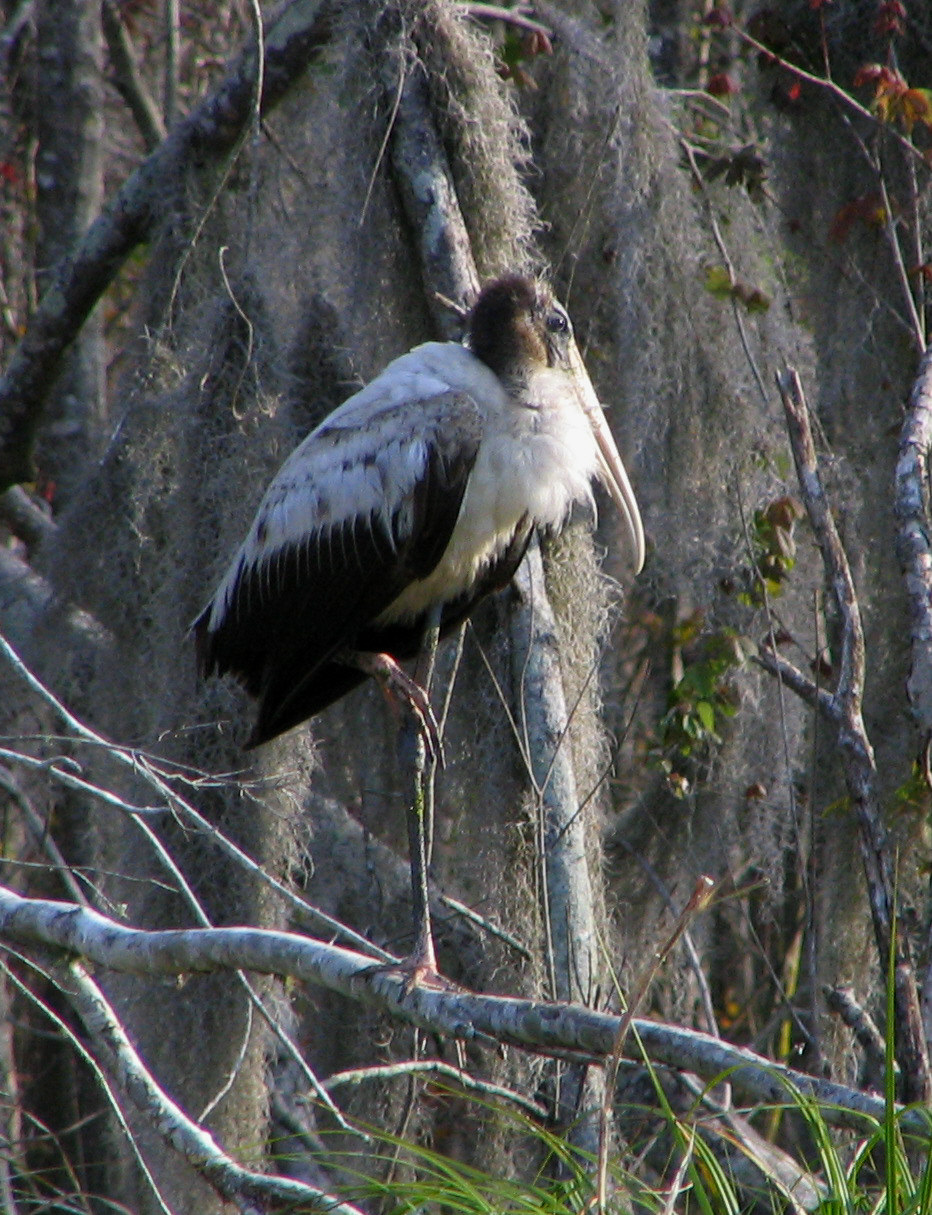
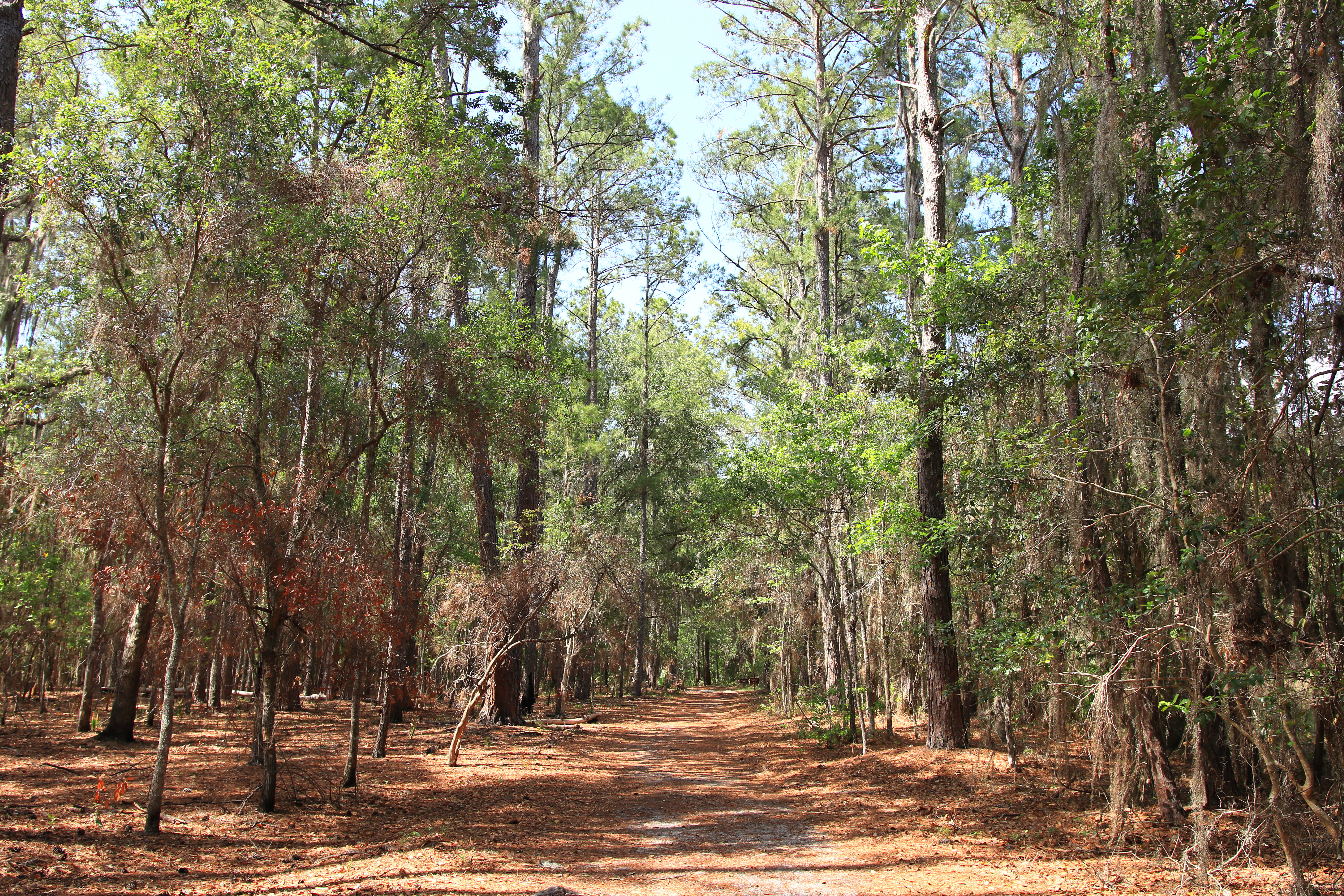
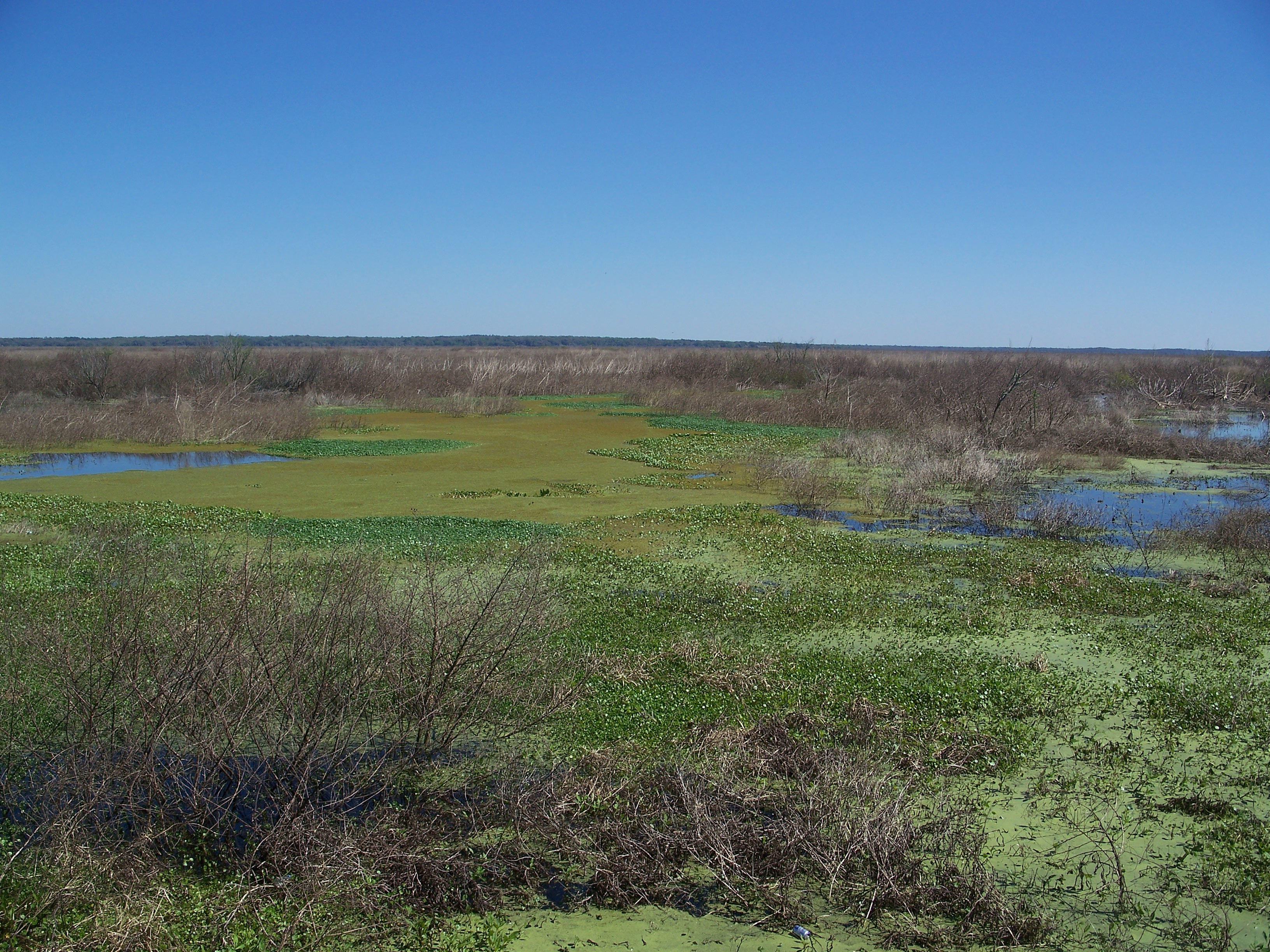
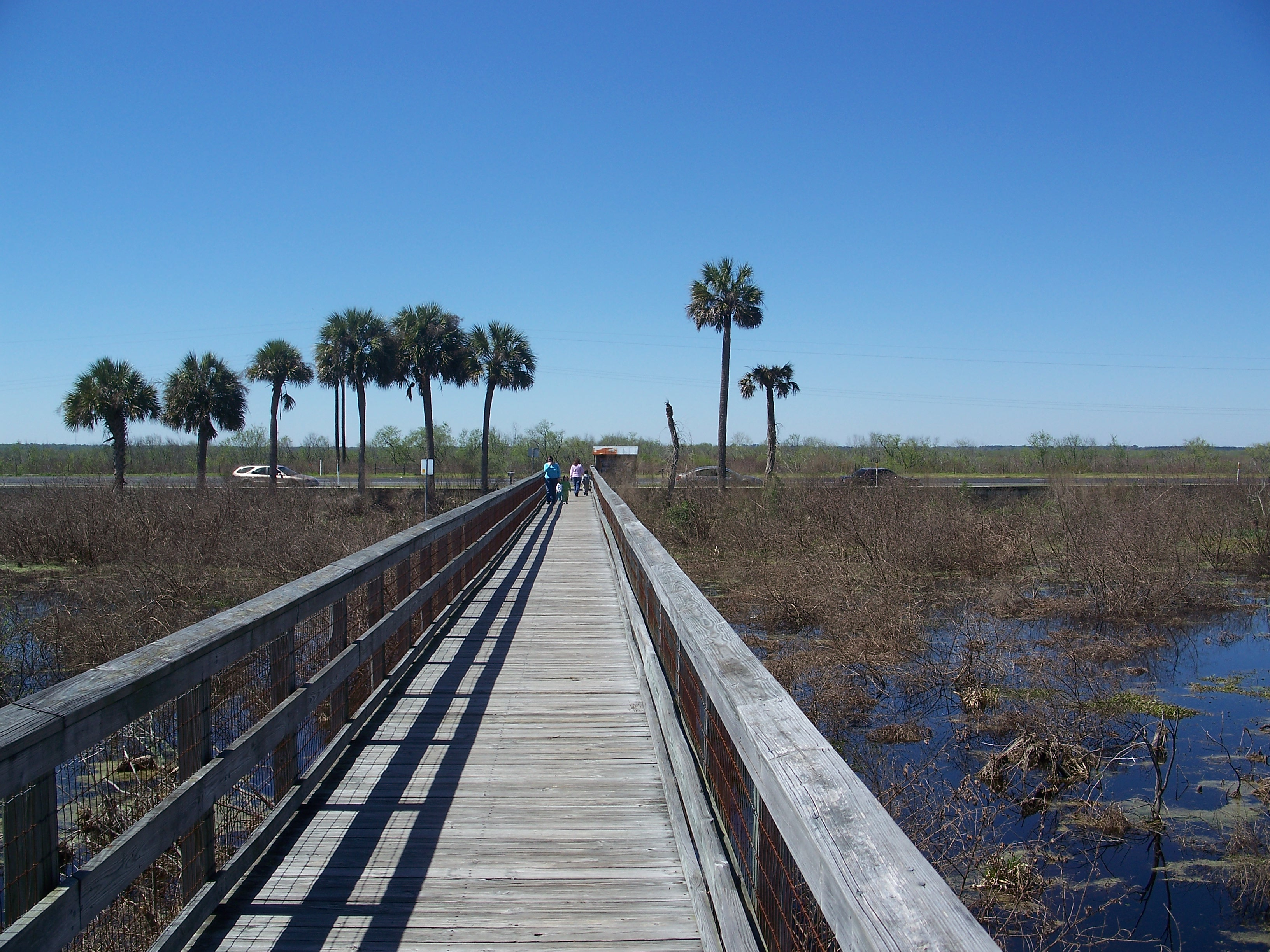
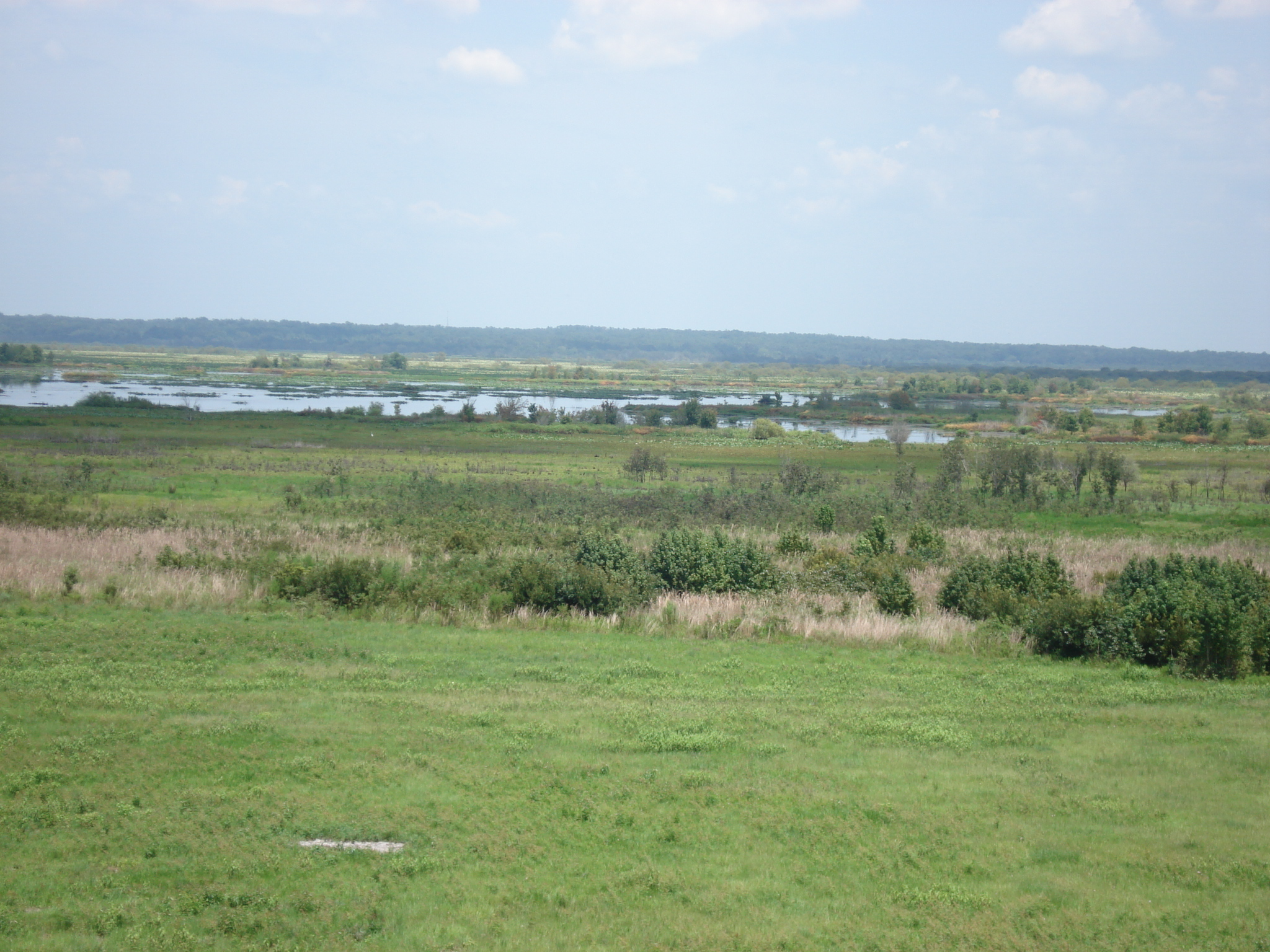

## Tourisme
Le parc est ouvert aux visiteurs qui peuvent y faire des randonnées, du vélo, du camping, de la pêche et du bateau.

## Sources
- Lars Andersen, Paynes Prairie : a history of the great savanna, Sarasota, Fla. : Pineapple Press, 2001.  (ISBN 978-1-56164-225-0)